# Хаппосю
Хаппосю (яп. 発泡酒, Хаппо:сю, букв. «пінисте саке»), або пиво з низьким вмістом солоду — категорія пива з низьким вмістом солоду в Японії. Досить популярне через низьку ціну (як правило банка 350 мл хаппосю дешевше пива на 30-40 єн), оскільки податок на алкогольні напої в Японії прямо залежить від вмісту солоду в них. Крім того, часто позначають як хаппосю слабоалкогольні напої, що містять у своєму складі солод.

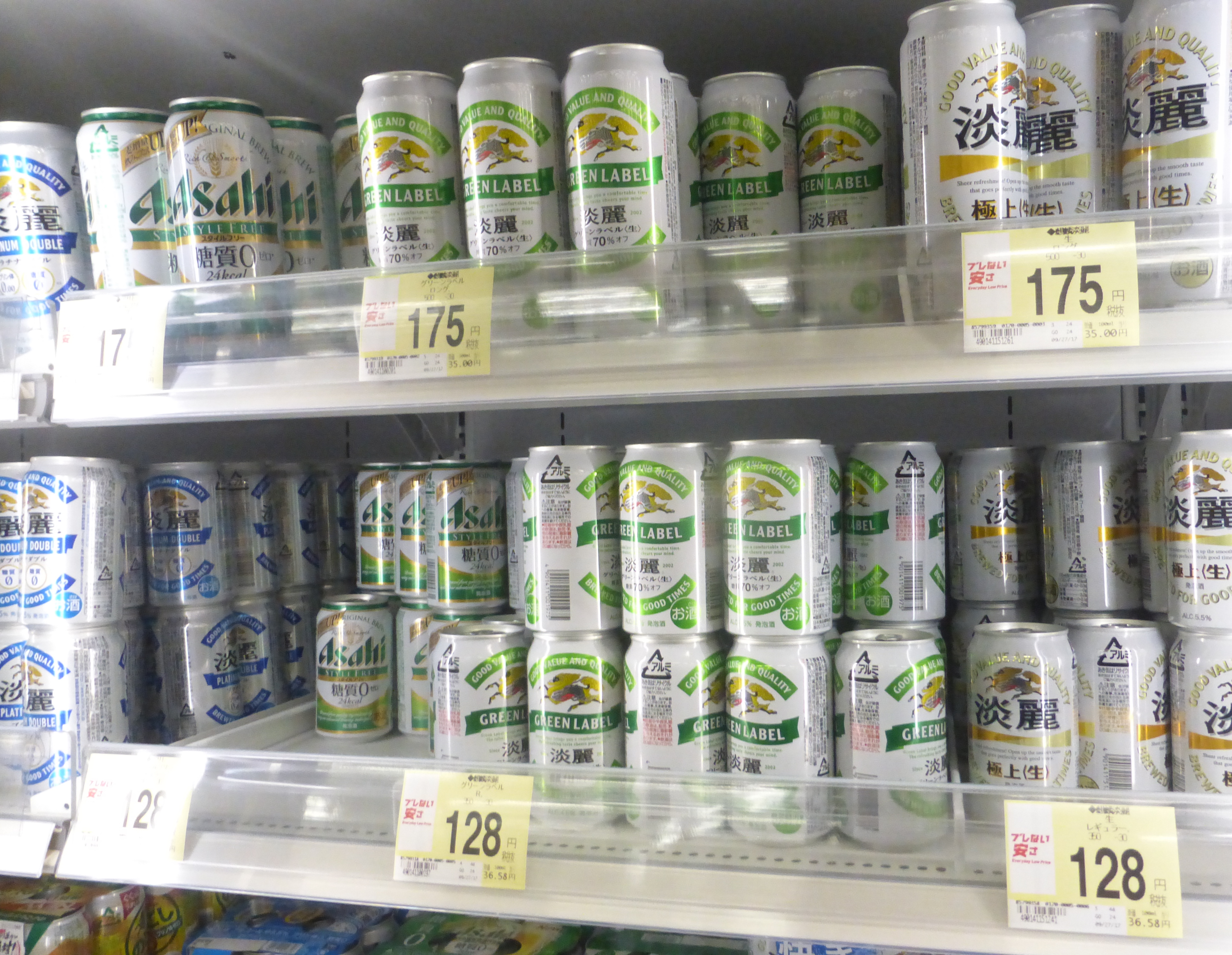
Різні хаппосю на продажі в магазині.

Японська податкова система розділяє солодові алкогольні напої на чотири групи з наступним змістом солоду: понад 66,7%, від 50% до 66,7%, від 25% до 50%, та менше ніж 25% (під змістом солоду йдеться про масову частку солоду в інгредієнтах, що беруть участь в бродінні). В 1994 японська пивоварна компанія Suntory представила пиво Hop's Draft з вмістом солоду 65%, таким чином вперше випустивши низькосолодовое пиво, що підпадало під пільгове оподаткування.
З огляду на нестримну популярність низькосолодового пива, японський уряд в 1996 році підвищило податок на категорію напоїв з вмістом солоду від 50% до 67% до рівня податку на пиво. Пивовари відреагували на це зменшенням вмісту солоду в пиві, таким чином, сьогодні в хаппосю міститься менше ніж 25% солоду. В останні роки з'являється все більше марок хаппосю різних компаній, багато з них позиціюється як корисні продукти з низьким вмістом вуглеводів та пуринів.
Зазвичай як альтернативу солоду використовують кукурудзу, сою, горох та інші продукти, крім того, практикується використання несолодового ячменю.
Хаппосю часто називають «пивом другого сорту» (яп. 第二 の ビ ー ル, дай-ні но бі:ру). За оцінками хаппосю займає приблизно 20% ринку пива. Також великою популярністю користується так зване «пиво третього сорту» (яп. 第三 の ビ ー ル, дай-сан но бі:ру) або, інакше кажучи, «напій з пивним смаком», яке виготовляється без застосування солоду, а пивний смак досягається шляхом застосування різноманітних смакових добавок — таким чином даний напій коштує ще дешевше хаппосю, займаючи приблизно 30% цього ринку, в той час, як продажі звичайного пива знизилися до 50% (станом на 2009 рік).